# Tuctoria mucronata
Tuctoria mucronata är en gräsart som först beskrevs av Crampton, och fick sitt nu gällande namn av John Raymond Reeder. Tuctoria mucronata ingår i släktet Tuctoria och familjen gräs. Inga underarter finns listade i Catalogue of Life.